# Kuranda
Kuranda (1 611 habitants) est une ancienne ville minière d'Australie située sur le plateau d'Atherton de la Cordillère australienne à 25 km de Cairns dans le grand Nord du Queensland. Elle est devenue une destination touristique grâce à son train pittoresque, ses nombreux équipements touristiques (boutiques, restaurants, parc à oiseaux, papillons, chauve-souris) et à son environnement constitué de forêt pluviale avec les chutes de Barron Falls.

## Train
Inaugurée en 1881, cette ligne permettait de ravitailler les mineurs de la région.
Ce train pittoresque a commencé à être exploité pour le tourisme à partir de 1936.
D'une longueur de 35 km, il surplombe la rivière Barron et ses chutes spectaculaires, à 329 m d'altitude il effectue un arrêt d'un quart d'heure pour que les voyageurs puissent admirer le paysage.

## Climat
Située sous les tropiques, Kuranda benéficie d'un climat doux avec deux saisons : une humide et une sèche. située à l'intérieur des terres, la ville a une humidité plus faible que les villes côtières.

## Galerie

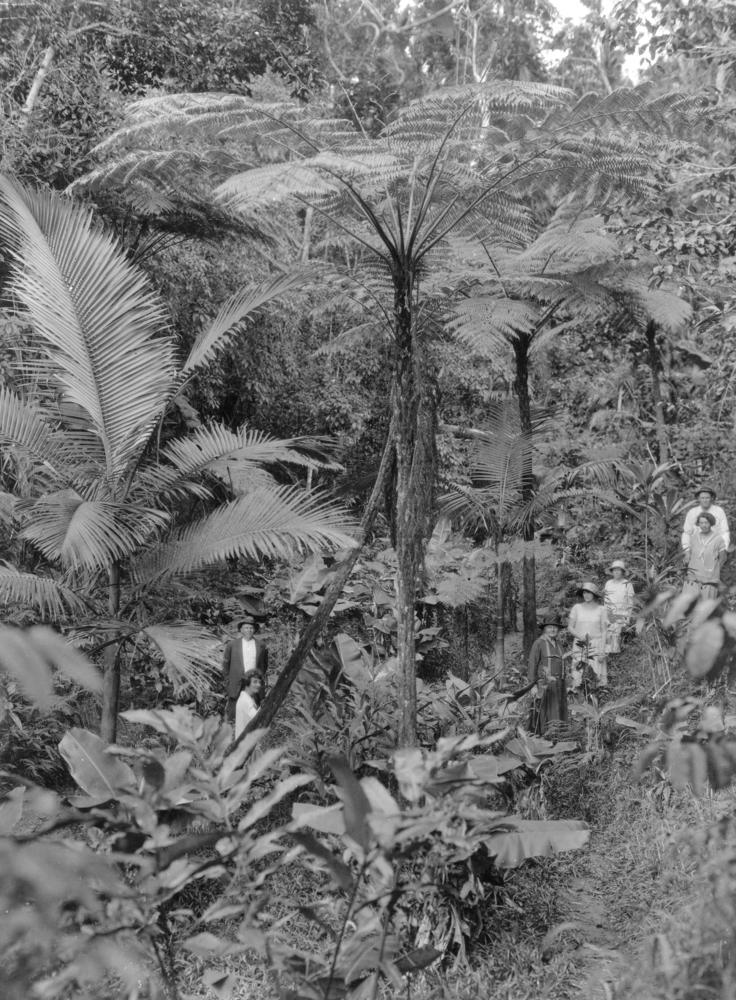
Fougères arborescentes, à Fairyland près de la voie ferrée Kuranda - Cairns (en 1924)
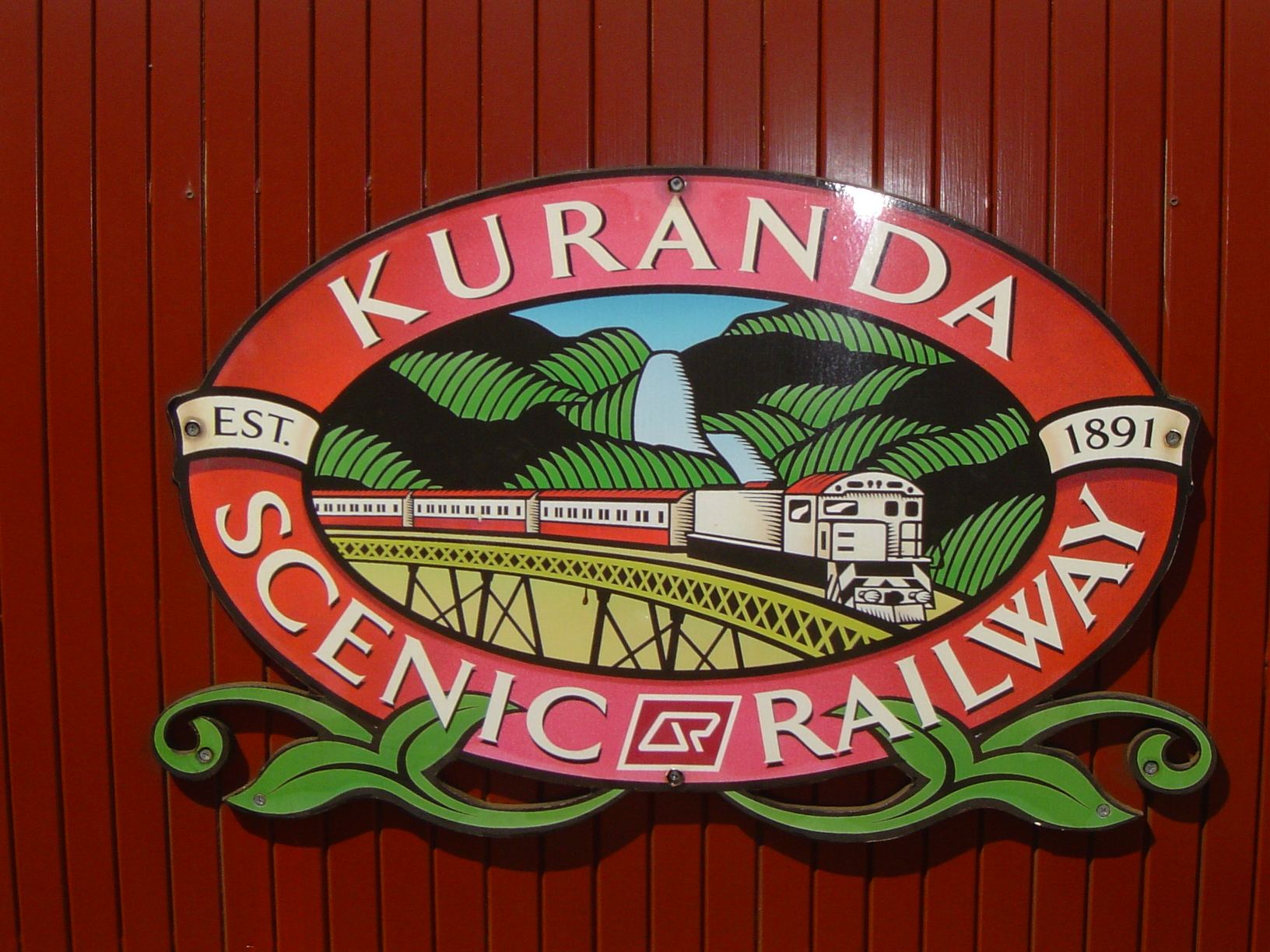
Scenic Railway
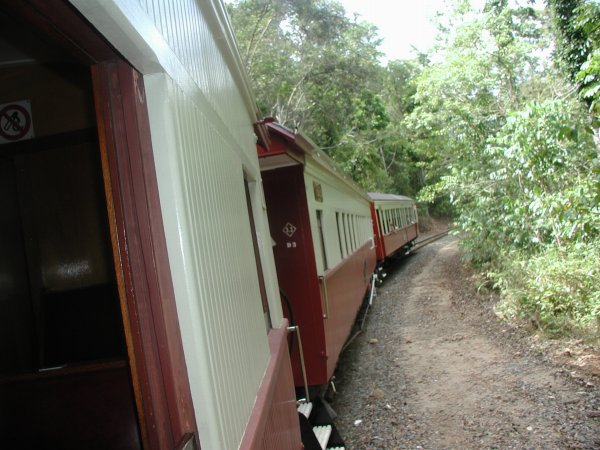
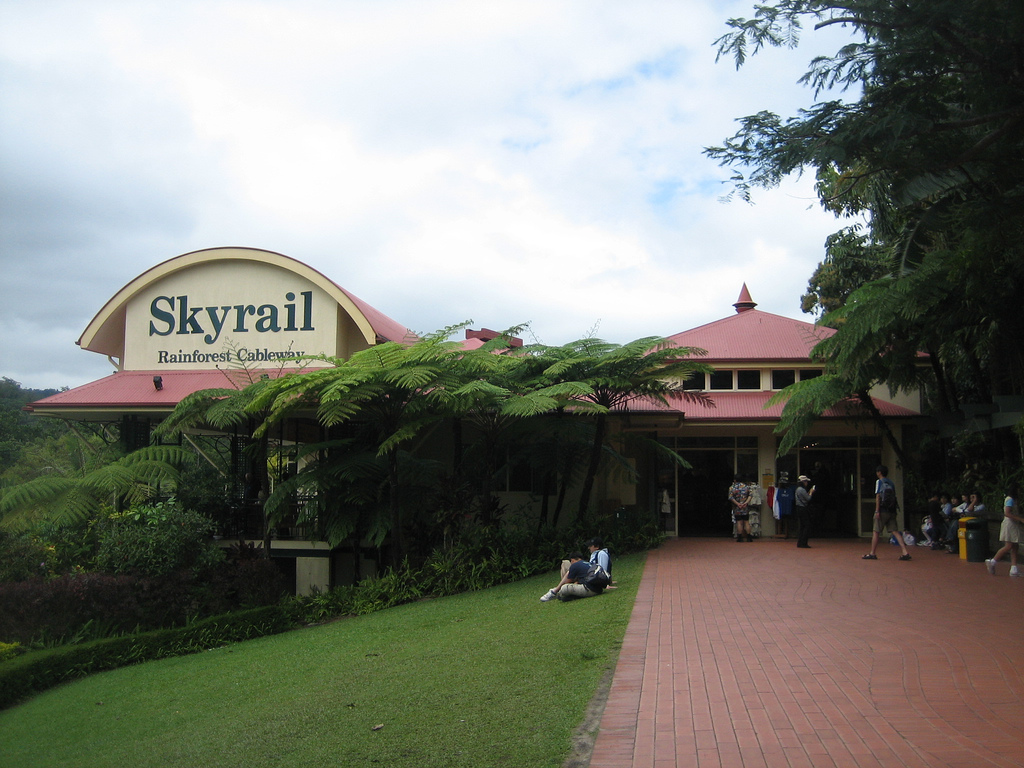
La gare

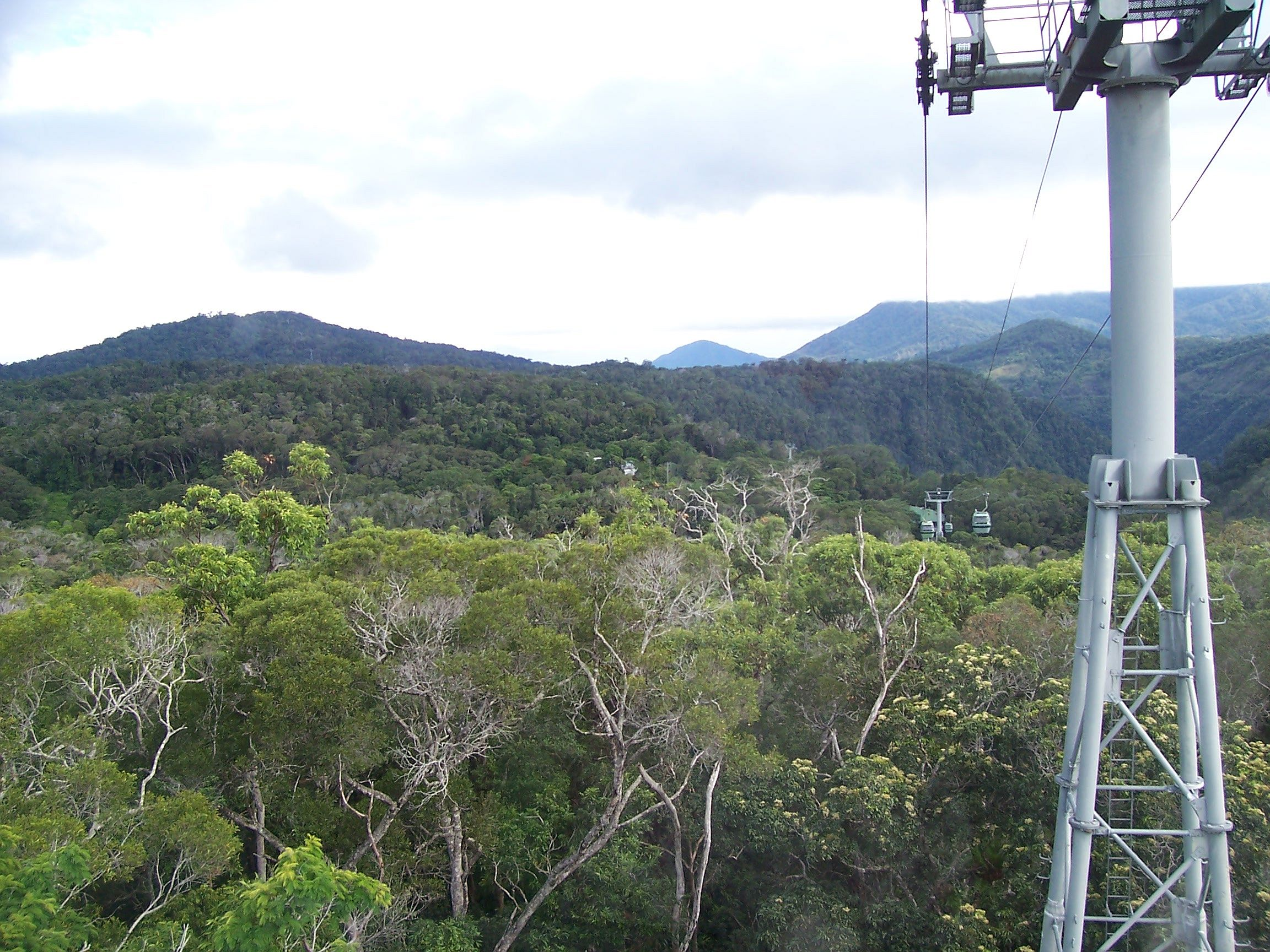
Le Skyrail
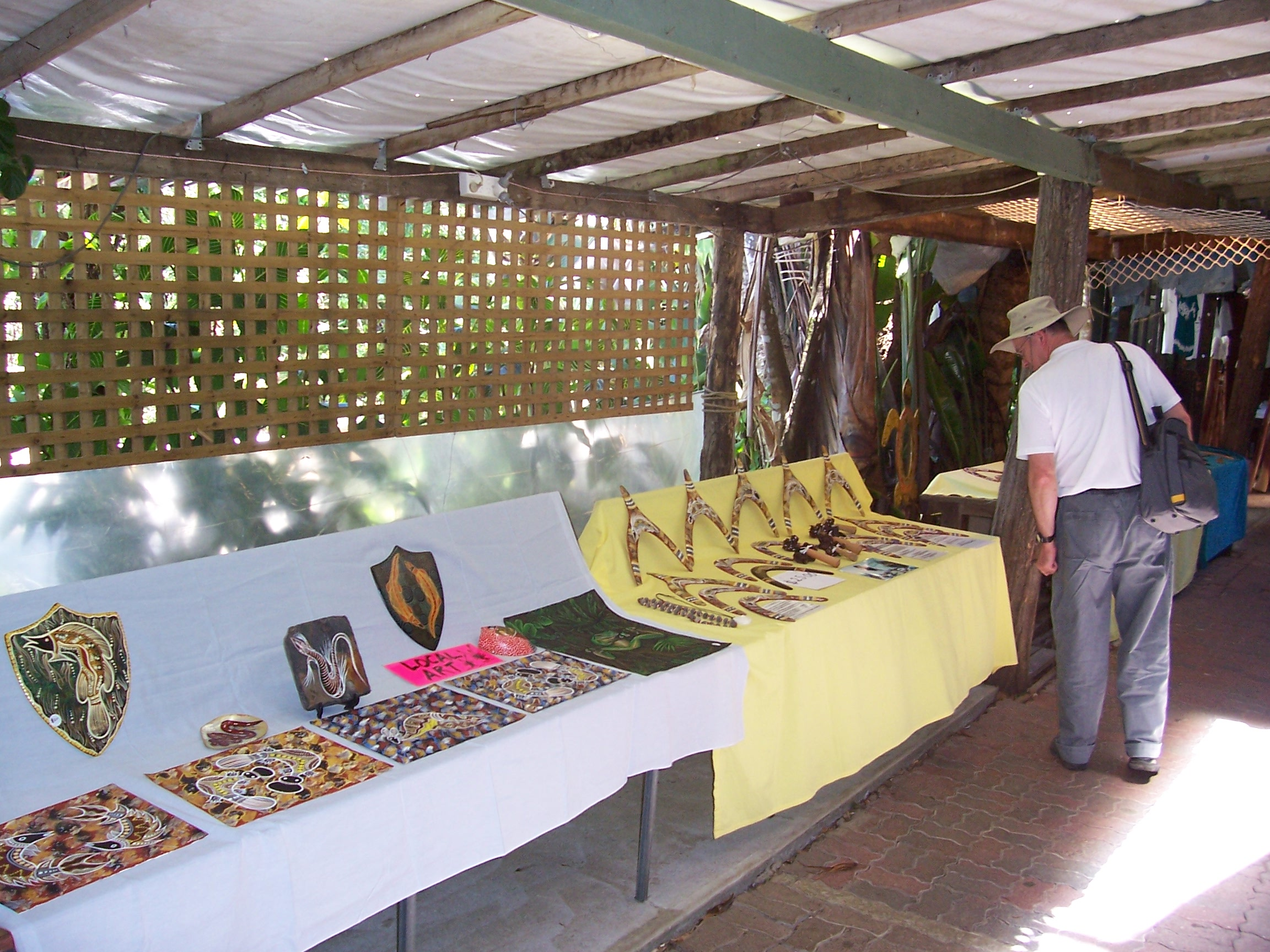
Boutique
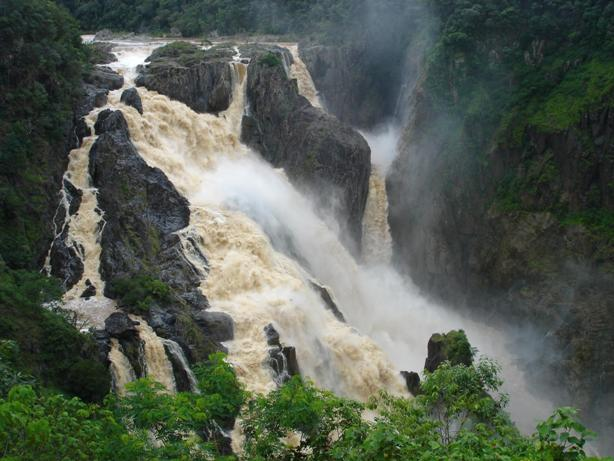
Les chutes de la Barron River.

## Référence
- Statistique sur Kuranda